# Pascalov polž
Pascalov polž (tudi samo polž) je vrsta rulete, ki nastane takrat, ko se krožnica zavrti po zunanji strani enako velike krožnice. Te vrste krivulj spadajo v družino središčnih trohoid oziroma med epitrohoide. Po obliki lahko imajo notranje ali zunanje zanke, lahko imajo obliko srca ali celo ovala. Pascalov polž je dvokrožna racionalna algebrska ravninska krivulja s stopnjo 2.
Prvi je proučeval krivuljo polž francoski matematik Étienne Pascal (1623 – 1662), oče znanega francoskega matematika, filozofa in fizika Blaisa Pascala (1623 – 1662). 

## Pascalov polž v polarnih koordinatah
V polarnem koordinatnem sistemu je enačba Pascalovega polža:
{\displaystyle r=b+a\cos \theta \!\,.}

## Pascalov polž v kartezičnih koordinatah
V kartezičnem koordinatnem sistemu je enačba:
{\displaystyle (x^{2}+y^{2}-ax)^{2}=b^{2}(x^{2}+y^{2})\!\,.}

## Pascalov polž v parametrični obliki
Parametrična oblika enačbe Pascalovega polža je:
{\displaystyle x={\frac {a}{2}}+b\cos \theta +{\frac {a}{2}}\cos 2\theta ,\,y=b\sin \theta +{\frac {a}{2}}\sin 2\theta \!\,.}

## Pascalov polž v kompleksni ravnini
V kompleksni ravnini enačba Pascalovega polža zavzame obliko:
{\displaystyle z={\frac {a}{2}}+be^{i\theta }+{\frac {a}{2}}e^{2i\theta }\!\,.}
Če se jo premakne vodoravno za {\displaystyle a/2\,}, se dobi običajno obliko središčne trohoide:
{\displaystyle z=be^{it}+{\frac {a}{2}}e^{2it}\!\,.}

## Povezave z drugimi krivuljami
- naj bo {\displaystyle P\,} točka in {\displaystyle C\,} naj bo krožnica katere središče ni {\displaystyle P\,}. V tem primeru je ovojnica teh krožnic, katerih središča ležijo na krivulji {\displaystyle C\,} in gredo skozi {\displaystyle P\,} Pascalov polž.
- nožiščna krivulja krožnice je Pascalov polž.
- konhoida krožnice glede na točko na krožnici je Pascalov polž
- posebni primer Desartesovega ovala je Pascalov polž
- Pascalov polž je epitrohoida, če imata vrteča se in negibna krožnica enake polmere.[1]
- Pascalov polž je katakavstika krožnice za žarke, ki prihajajo iz točke, ki je na končni razdalji od oboda.[2]